# Энвальд, Евгений Васильевич
Евгений Васильевич Энвальд (26 апреля (8 мая) 1862 — 19 декабря 1925) — генерал-майор Русской императорской армии, участник Русско-японской войны, Первой мировой войны и Гражданской войны в России. Кавалер ордена Святого Георгия 4-й степени. После Октябрьской революции присоединился к Белому движению, после поражения которого эмигрировал в Югославию. Дед Марины Влади по материнской линии.

## Биография

### Происхождение
По официальной версии, род российских Энвальдов ведёт свою историю от шведского офицера, после Полтавской битвы перешедшего на службу в русскую армию.
Дед Евгения Васильевича — Франц Андреевич Энвальд, служил в почтовом ведомстве, с 1840 года — почтмейстер Оренбурга. По одним данным, Франц Энвальд потомственного дворянства не имел (в послужных списках его детей указано — «из обер-офицерских детей»), по другим данным — был сыном потомственного дворянина, получившего грамоту от императрицы Екатерины II. В его семье было семь сыновей, пятеро из которых стали военными, а двое — гражданскими чиновниками.
Старший сын Франца — Василий Францевич Энвальд (1835—1915), окончил Оренбургский Неплюевский кадетский корпус и после получения офицерского чина был прикомандирован к этому корпусу, где и прослужил следующие 35 лет смотрителем зданий. 16 марта 1893 года произведён в полковники с увольнением от службы с мундиром и пенсией. 21 декабря 1895 года был причислен к дворянству Оренбургской губернии с внесением в третью часть родословной книги губернии. Был женат на Анне Михайловне Александрийской, дочери смотрителя Казанской дистанции статского советника Михаила Семёновича Александрийского, и имел трёх сыновей и двух дочерей.
Евгений Васильевич Энвальд родился 26 апреля 1862 года в Оренбурге и был старшим сыном Василия Францевича. 4 мая 1862 года крещён в православие. В 1880 году окончил Оренбургскую Неплюевскую военную гимназию.

### Военная служба
13 августа 1880 года Евгений Энвальд вступил на службу в Русскую императорскую армию юнкером в 3-е военное Александровское училище, которое окончил по 1-му разряду 7 августа 1882 года с производством в подпоручики и назначением в 8-й Туркестанский линейный батальон. Произведён в поручики со старшинством с 7 августа 1886 года. После открытия 2-го Оренбургского кадетского корпуса назначен в него офицером-воспитателем. «За отличия по службе» 1 апреля 1890 года произведён в штабс-капитаны, а 4 апреля 1892 года — в капитаны. По воспоминаниям бывших кадет, Евгений Васильевич отличался большой строгостью и требовательностью к дисциплине:

Маленький, лысый, очень способный, хороший чтец, великолепный рассказчик и актёр на любительских спектаклях, этот Евгений Васильевич Энвальд за малейшую шалость наказывал беспощадно. И на его дежурстве с десяток кадет часами стояли у печки, а в строю, выравненные в струнку, боялись дышать. И все это делалось без всякого крику; а взглянет этак из подлобья и не громко скомандует: «смирно, равняйсь», и через несколько секунд наступала гробовая тишина, и рота была выровнена, как на параде.
— Дрейер В. Н. На закате империи. — 1965. — С. 9.
2 апреля 1895 года произведён в подполковники и вскоре переведён в 123-й пехотный Козловский полк, где занял должность командира батальона. 28 февраля 1904 года переведён в 124-й пехотный Воронежский полк. В составе полка принял участие в Русско-японской войне: в боях под Ляояном, на реке Шахе, под Куангуалином, в Мукденском сражении. В одном из боёв получил ранение. 14 января 1905 года «за отличия в делах против японцев» произведён в полковники, со старшинством с 26 сентября 1904 года, и 9 марта 1905 года назначен командиром 124-го пехотного Воронежского полка. Под командованием полковника Энвальда полк получал высшие оценки по итогам летних учений и считался одним из лучших по подготовке в Киевском военном округе. По воспоминаниям жены Евгения Васильевича, он проявлял постоянную заботу как об офицерах, так и о нижних чинах полка, был «отцом полка». Для организации досуга подчинённых в летнем лагере организовывал театральные постановки и концерты, в которых иногда принимали участие он сам и его дочь Милица.
31 июля 1914 года 124-й пехотный Воронежский полк под командой Евгения Васильевича Энвальда вступил в Первую мировую войну, отправившись из места постоянной дислокации в Харькове на фронт. Поступив в состав 3-й армии Юго-Западного фронта, уже в начале августа 1914 года полк принял первый бой с австро-венгерскими войсками. Всю осень и зиму 1914 года полк участвовал в боях в Галиции. 17 ноября 1914 года «за отличия в делах против неприятеля» Энвальд был произведён в генерал-майоры, со старшинством с 30 августа 1914 года и оставлением командующим полком. 4 февраля 1915 во время одного из боёв контужен в голову и спину.
За успешное отбитие 6 марта 1915 года атаки австрийской дивизии силами своего полка 10 марта того же года личным повелением императора Николая II пожалован орденом Святого Георгия 4-й степени (объявлено в Высочайшем приказе от 21 мая 1915 года). 23 апреля 1915 года назначен командиром бригады 42-й пехотной дивизии. С 18 апреля по 25 августа 1917 года занимал должность командующего 28-й пехотной дивизией, после чего зачислен, «за болезнию», в резерв чинов при штабе Киевского военного округа.
После Октябрьской революции перешёл на сторону Белого движения, служил в составе Добровольческой армии и Вооружённых сил Юга России, с 13 марта 1919 года состоял в резерве чинов при штабе главнокомандующего ВСЮР. 27 июня 1919 года назначен командиром Харьковской бригады Государственной стражи. После поражения Белого движения эмигрировал в Королевство Сербов, Хорватов и Словенцев. Жил в Суботице, где устроился на работу дворником и звонарём в местную церковь. Скончался 19 декабря 1925 года от внезапной остановки сердца, когда звонил на колокольне к литургии. Похоронен на православном кладбище Суботицы, могила не сохранилась.

## Семья
Младшие братья Евгения Энвальда — Михаил и Сергей, также стали военными. Михаил Васильевич Энвальд (1 [13] января 1868 — 29 мая 1928), как и старший брат, дослужился до чина генерал-майора императорской армии и награждён орденом Святого Георгия 4-й степени; после Октябрьской революции служил в РККА, награждён званием «Герой труда». Сергей Васильевич Энвальд (20 сентября [2 октября] 1871 — 24 июля [6 августа] 1916) служил в 123-м пехотном Козловском полку, капитан, участвовал в Русско-японской и Первой мировой войнах, застрелился.
Евгений Васильевич Энвальд был женат на Варваре Васильевне Верженской (урождённой Осиповой). Варвара Васильевна в первом браке состояла за Леонардом Матвеевичем Верженским, сослуживцем Евгения Энвальда по 123-му пехотному Козловскому полку, и имела от этого брака трёх сыновей и двух дочерей. Старший сын — Георгий Леонардович Верженский (1893 — 6 августа 1980), артиллерийский офицер, в эмиграции проживал в Югославии, затем в Аргентине, умер в Буэнос-Айресе. Младшая дочь — Надежда Леонардовна Верженская (ум. 1984, Аргентина), в 1926 году в Белграде сочеталась браком с полковником Николаем Александровичем Андрушкевичем; известно о двух их сыновьях, в том числе об Игоре Николаевиче Андрушкевиче (род. 31 июля 1927), и двух дочерях.
От брака Евгения Энвальда и Варвары Верженской-Энвальд родились трое сыновей и три дочери:
- Борис Евгеньевич Энвальд родился 12 февраля 1894 года. 16 июля 1914 года окончил Морской корпус, к 1917 году был лейтенантом Черноморского флотского экипажа. В гражданскую войну служил в Добровольческой армии, с 12 декабря 1917 года — в Морской роте. Убит 1 (12?) февраля 1918 года под Батайском[22].
- Василий Евгеньевич Энвальд родился ок. 1900 года, окончил Сумской кадетский корпус, в эмиграции проживал в Югославии, затем переехал в США, умер 14 апреля 1999 года в Валлей-Коттедж, штат Нью-Йорк[23].
- Леонид Евгеньевич Энвальд родился в 1904 году, также окончил Сумской кадетский корпус, служил в Югославской королевской армии, инженер-капитан. Во время Второй мировой войны находился в немецком плену, после освобождения репатриирован советскими оккупационными властями в Югославию, умер 17 января 1989 года в Чачаке[15][24].
- Варвара Евгеньевна Энвальд вышла замуж за полковника Бориса Васильевича Фёдорова, у них в 1930 году родился сын Владимир[25].
- Милица Евгеньевна Энвальд (14 июля 1899 — 6 февраля 1972), окончила Смольный институт благородных девиц, обучалась танцам, в эмиграции в Белграде служила в театре, стала прима-балериной. В 1927 году вышла замуж за оперного певца Владимира Васильевича Полякова-Байдарова (19 января 1890 — 4 апреля 1952), служившего в Первую мировую войну военным лётчиком во Франции. В 1928 году супруги переехали в Париж, у них родились четыре дочери: Ольга[фр.] (5 мая 1928 — 3 сентября 2009), Татьяна (15 июня 1930 — 23 июня 1980), Милица[фр.] (2 февраля 1932 — 1 августа 1988) и Марина (род. 10 мая 1938)[26][27]. Младшая дочь после смерти отца взяла себе творческий псевдоним от имени отца и стала Мариной Влади, с 1970 по 1980 год — жена Владимира Высоцкого[1][28].

## Награды
Евгений Васильевич Энвальд был пожалован следующими наградами:
- орден Святого Владимира 2-й степени с мечами (19 апреля 1916);
- орден Святой Анны 1-й степени с мечами (4 ноября 1915);
- орден Святого Георгия 4-й степени (21 мая 1915)
 — «за то, что 6 марта 1915 г., лично руководя действиями четырёх баталионов, оборонявших высоту у д. Сташувки, обстреливавшуюся сильным огнем артиллерии противника, не только отбил все яростные атаки австрийской дивизии, но сверхчеловеческими усилиями четвёртой контр-атакой своих храбрецов сбросил австрийскую дивизию с высоты и далеко гнал противника, работая штыками и прикладами.»
- орден Святого Станислава 1-й степени с мечами (29 мая 1915);
- орден Святого Владимира 3-й степени (1909); мечи к ордену (28 января 1915);
- орден Святого Владимира 4-й степени с мечами и бантом (18 декабря 1905);
- орден Святой Анны 2-й степени с мечами (1904);
- орден Святого Станислава 2-й степени (1898); мечи к ордену (14 августа 1916);
- орден Святой Анны 3-й степени (1894);
- орден Святого Станислава 3-й степени (1889).

### Судьба ордена Святого Георгия
Евгений Васильевич Энвальд завещал свой орден Святого Георгия 4-й степени на хранение своей падчерице, Надежде Леонардовне Верженской, с поручением передавать его дальше по наследству старшим сыновьям в роде. От Надежды Леонардовны знак перешёл к её сыну Игорю Николаевичу Андрушкевичу. В 2014 году Игорь Николаевич с семьёй приняли решение передать орден на хранение в Россию. 9 декабря 2015 года состоялась торжественная церемония передачи ордена Святого Георгия Музею военной истории России

## Комментарии
1. ↑  Обер-офицерские дети — сословный статус в Российской империи, обозначавший детей государственных служащих, родившихся до получения их отцом статуса потомственного дворянина. Обер-офицерские дети не имели прав дворянства по рождению и могли приобрести их на государственной службе.
2. ↑  В третью часть дворянской родословной книги вносились лица, получившие право на потомственное дворянство выслугой на государственной службе определённого классного чина, или награждённые орденом, дающим право на потомственное дворянство.
3. ↑  Распространённая версия, отражённая в некоторых мемуарах, что Энвальд получил орден Святого Георгия за бой 6 декабря 1914 года[15][16], противоречит Высочайшему приказу.
4. 1 2  Имена не всех детей пока установлены.